# Jang Kuk-chol
Jang Kuk-chol ((장국철?, 張功哲?); 16 febbraio 1994) è un calciatore nordcoreano, centrocampista del Hwaebul.

## Carriera

### Club
Jang Kuk-Chol giocò per il Kyonggongop, prima di passare al Rimyongsu.

### Nazionale
Ha partecipato ai Mondiali Under-20 del 2011.
Conta 59 presenze e 5 reti per la Corea del Nord.

## Statistiche

### Cronologia presenze e reti in nazionale
| Cronologia completa delle presenze e delle reti in nazionale ― Corea del Nord | Cronologia completa delle presenze e delle reti in nazionale ― Corea del Nord | Cronologia completa delle presenze e delle reti in nazionale ― Corea del Nord | Cronologia completa delle presenze e delle reti in nazionale ― Corea del Nord | Cronologia completa delle presenze e delle reti in nazionale ― Corea del Nord | Cronologia completa delle presenze e delle reti in nazionale ― Corea del Nord | Cronologia completa delle presenze e delle reti in nazionale ― Corea del Nord | Cronologia completa delle presenze e delle reti in nazionale ― Corea del Nord |
| Data                                                                          | Città                                                                         | In casa                                                                       | Risultato                                                                     | Ospiti                                                                        | Competizione                                                                  | Reti                                                                          | Note                                                                          |
| ----------------------------------------------------------------------------- | ----------------------------------------------------------------------------- | ----------------------------------------------------------------------------- | ----------------------------------------------------------------------------- | ----------------------------------------------------------------------------- | ----------------------------------------------------------------------------- | ----------------------------------------------------------------------------- | ----------------------------------------------------------------------------- |
| 8-1-2019                                                                      | Dubai                                                                         | Arabia Saudita                                                                | 4 – 0                                                                         | Corea del Nord                                                                | Coppa d'Asia 2019 - 1º turno                                                  | -                                                                             | 56’                                                                           |
| 17-1-2019                                                                     | Sharjah                                                                       | Libano                                                                        | 4 – 1                                                                         | Corea del Nord                                                                | Coppa d'Asia 2019 - 1º turno                                                  | -                                                                             | cap.                                                                          |
| 6-6-2024                                                                      | Vientiane                                                                     | Corea del Nord                                                                | 1 – 0                                                                         | Siria                                                                         | Qual. Mondiali 2026                                                           | -                                                                             | cap.                                                                          |
| 11-6-2024                                                                     | Vientiane                                                                     | Corea del Nord                                                                | 4 – 1                                                                         | Birmania                                                                      | Qual. Mondiali 2026                                                           | -                                                                             | cap.                                                                          |
| 10-9-2024                                                                     | Vientiane                                                                     | Corea del Nord                                                                | 2 – 2                                                                         | Qatar                                                                         | Qual. Mondiali 2026                                                           | -                                                                             | cap. 28’                                                                      |
| 15-10-2024                                                                    | Biškek                                                                        | Kirghizistan                                                                  | 1 – 0                                                                         | Corea del Nord                                                                | Qual. Mondiali 2026                                                           | -                                                                             | cap.                                                                          |
| 5-6-2025                                                                      | Riyad                                                                         | Corea del Nord                                                                | 2 – 2                                                                         | Kirghizistan                                                                  | Qual. Mondiali 2026                                                           | -                                                                             | cap.                                                                          |
| 10-6-2025                                                                     | Mashhad                                                                       | Iran                                                                          | 3 – 0                                                                         | Corea del Nord                                                                | Qual. Mondiali 2026                                                           | -                                                                             | cap.                                                                          |
| Totale                                                                        |                                                                               | Presenze                                                                      | 8                                                                             |                                                                               | Reti                                                                          | 0                                                                             |                                                                               |

## Palmarès
Giochi asiatici
2014